# City of London
De City of London is het historische en financiële hart van Londen, slechts drie vierkante kilometer groot en met de officiële titel van city. Het wordt ook wel kortweg The City genoemd, of The Square Mile, overeenkomstig het geringe oppervlak van de oude ommuurde stad. Het maakt samen met twaalf boroughs deel uit van Inner London, omringd door Outer London in Greater London.
De geschiedenis van Londen is die van de zelfstandige kooplieden in de City of London tegenover de koninklijke macht in de City of Westminster. Bij wijze van traditie moet de Britse koning(-in) bij het binnenrijden van de city het zwaard van de stad kussen om daarmee de rechten van de City te erkennen. Het motto van de oude stad "Domine dirige nos" is vertaald uit het Latijn "Heer, leid ons".
De City of London is voornamelijk een zakenwijk. De City telt minder 10 000 inwoners, maar er werken honderdduizenden werknemers (schatting gaan van een half tot één miljoen).

## Bestuur van de City of London
De City heeft een bestuursvorm, city corporation, die volledig afwijkt van het lokaal bestuur in de rest van Groot-Brittannië. Zoals de naam aangeeft gaat het om een relatief zeldzaam corporatistisch politiek model waarbij inwoners en bedrijven (vroeger gilden) samen de stad besturen. Naast de relatief beperkt in aantal zijnde inwoners van de City hebben ook de bedrijven gevestigd in de City stemrecht bij de verkiezing van het stadsbestuur.
Het centrum van het stadsbestuur is sinds eeuwen de Guildhall, het oudste stenen niet-kerkelijke gebouw in de stad, waarvan nog delen uit 1411 staan. In 1987 werden hieronder nog de resten van een groot Romeins amfitheater gevonden.
Aan het hoofd van het stadsbestuur staat de Lord Mayor (de burgemeester van de City). Deze heeft zijn residentie in het Mansion House (1739-1753).

## Topografie
Aan Threadneedle Street staat de Bank of England (de Engelse centrale bank), ook wel bekend als The Old Lady of Threadneedle Street. Ook staan er de Royal Exchange en de London Stock Exchange (effectenbeurs).
Lombard Street is sinds lange tijd de straat waar de grote banken zijn gevestigd. Op Ludgate Hill, aan het eind van Cannon Street, staat de na de Grote brand van Londen door Christopher Wren herbouwde St. Paul's Cathedral. In een muur langs Cannon Street staat de London Stone, die de belangrijkste Romeinse mijlpaal zou zijn geweest (maar verplaatst is). Een ander bouwwerk van Wren in de City is de aan Cheapside gelegen St. Mary-le-Bow (1670-1680).
In het westen ligt de Old Bailey, het hoogste gerechtshof van Engeland.
In het noordwesten ligt de woonwijk Barbican Estate, met veel hoogbouw.
Deelgebieden (wards) van de City of London zijn:
| - Aldersgate - Aldgate - Bassishaw - Billingsgate - Bishopsgate | - Bread Street - Bridge - Broad Street - Candlewick - Castle Baynard | - Cheap (ward) - Coleman Street - Cordwainer - Cornhill - Cripplegate | - Dowgate - Farringdon Within - Farringdon Without - Langbourn - Lime Street | - Portsoken - Queenhithe - Tower (ward) - Vintry - Walbrook |

### Grootste gebouwen 100m+
| Adres                 | Naam                    | Afbeelding | Hoogte | Aantal verdiepingen | Gebouwd | Huurders |
| --------------------- | ----------------------- | ---------- | ------ | ------------------- | ------- | --- |
| 110 Bishopsgate       | the Heron Tower         |            | 242    | 46                  | 2011    | Avoca Capital (25), Banctrust (24), Bank Snoras (20), BASF (21), City Credit Capital (10,12), Chicago Trading Company (16), CRL Management (15), Euro Forex Investment (21), Harvey Nash (11), Landmark (17,18,19), Matheson (16), McDermott Will Emery (8,9), Openwork (13), Partners Group (2,3,4,5,14), POWA Technologies (34,35), Proskauer (6,7), Salesforce (26,27,28,29,30,31,32,33,36,37), Schneider Camara Union Brokers (22), Securis Investment Partners (12), Tibco Software (23), Westhouse Securities (20) |
| 122 Leadenhall Street | the Leadenhall Building |            | 225    | 48                  | 2014    | Aegon (26,43), Affinity (44), Aon (1,4,5,6,7,8,9,10,11,12,13), Banco Sabadell (37,38), Brit Insurance (16,17,18,39,40), Clydesdale Bank (15), DRW (36), Farmers Mutual Global (41), Fidelis (34), IPSoft (31), Kames Capital (26), MS Amlin (19,20,21,22,23,24,27,45), OMERS (28,29), Petredec (35), Portico Corporate Management (2), Quadrature (33), Rothesay Life (25,32), RSHP (14), Servcorp (30) |
| 25 Old Broad Street   | Tower 42                |            | 185    | 47                  | 1980    | Adjusting Services International (7), Arnold Porter Kaye Scholer (27,28,29,30), Arrowgrass (34), Avaya (19), Bank of Korea (8), Boies Schiller Flexner (16), Black Swan Capital (18), Boston Technologies (6), Bracewell (6), Cazar Search (6), CEBS Secretariat (18), Class NK (12), Coriolis (26), Corporate Communications Europe (35), CSJ Capital Partners (33), Cuatrecasas Goncalves Pereria (20), Daewoo Securities (41), Davis (9), Debevoise Plimpton (2,5,11,14,15,16,17), Delisle-Barrow Recruitment (6), Dialight (36), Dreamscape Networks (6), Fenchurch Advisory Partners (32), Front Capital Systems (40), Glennmont Partners (12), Goblin Computing (7), Goodwin Proctor (6), GPQS (9), Haarmann Hemmelrath (25), Hong Kong Airlines (10), Hudson River Trading (10), Industrial Bank of Korea (38), I3 Resourcing (7), Javelin Capital (21), KNG Securities (12), Kobre Kim (15), Kofax (1), Majedia Investments (10), McCann Fitzgerald (38), Meditor Capital (35), Momenta Group (4), Noerr (40), Orrick Herrington Sutcliffe (35), Ostro Capital Management (3), Pace Partners International (5), Paragon Bank (12), Pensions Management Institute (20), Pillsbury Winthrop Shaw Pittman (21,23), Piraeus Bank ( 8), Project Brokers (6), Quantbot Technologies (6), Raiffeisen Bank International (9), Regus (5,6,7), Reinsurance Group of America (40), Samsung Securities (21), Shook Hardy Bacon (19), Special Tours Wholesalers (6), Strickland Tucker (6), Sullivan Worcester (36), System Access Europe (40), Taylor Vinters (33), Telemetry (39), Tower Trading Group (3), Tullett Prebon (37), Uralsib Securities (33), Varo Partners (7), Viewsonic (10) |
| 30 St Mary Axe        | the Swiss RE Building   |            | 180    | 40                  | 2003    | Allied World Assurance (3), Coleman Bennett International (19), Deutsche Pfandbriefbank (21), Falcon Group (17), Hunton Williams Andrews Kurth (18), ION Trading (26), IPSoft (31), Kirkland Ellis (20,22,23,24,25,26), Liberty Living (32), Regus (28,29), Standard Life (34), Super Derivatives (33), Swiss RE (1,2,3,4,5,6,7,8,9,10,11,12,13,14,15,16) |
| 201 Bishopsgate       | the Broadgate Tower     |            | 164    | 35                  | 2008    | (BT) Banco Itau (19,20), Dickson Minto (13), Gill Jennings Every (9,10), Greenlight (14), Hill Dickinson (6,7,8), Itochu Europe (15,16,18), Liquidnet (21), Reed Smith (3,23,24,25,26,27,28,29,30,31,32,33), Regus (11,12), Skidmore Owings Merrill (4), William Blair (17), Your World Recruitment Group (5) (201 B) Alpari UK (5), Henderson Global Investors (8,9,10,12), Landesbank Baden (7), Legg Mason (7), Locke Lord (2), Mayer Brown (1,2,3,4,5,11), Scotiabank (6) |
| 20 Fenchurch Street   |                         |            | 160    | 39                  | 2014    | Ascot Underwriting (33), China Merchants Bank (18), CNA (12,13), Deutsche Pfandbriefbank (23), DWF (31,32), Greycastle (5), Jane Street Capital (30), Lancashire Holdings (29), Liberty Mutual (10,11,18,19,20,21,22,23), Markel (25,26,27), RSA (14,15,16,17), Sirius International (4), Tokio Marine Kiln (5,6,7,8,9), Vanquis (28), Vinson Elkins (24) |
| 51 Lime Street        | the Willis Building     |            | 126    | 26                  | 2007    | Willis (all/G-26) |
| 1 Ropemaker Street    | Citypoint               |            | 125    | 36                  | 1967    | Capital Precision Holdings (34), Cravath Swaine Moore (23,24), Ebiquity (8), Janus Capital Corporation (26), Mimecast (6), NYK (17,18,31), Morrison Foerster (7), Regus (9,10,11,12,14,15,16), Seyfarth Shaw (31), Simmons & Simmons (1,2,3,4,5), Simpson Thacher Bartlett (19,20,21,22), Square Point Capital (35,36), United Trust Bank (28), Vinson Elkins (32,33), Willkie Farr Gallagher (25,27), Winston Strawn (29,30) |
| 1 Undershaft          | Aviva Tower             |            | 115    | 28                  | 1969    | Aviva (all/G-28) |
| 99 Bishopsgate        |                         |            | 104    | 26                  | 1976    | Brookfield (2), CRA International (25,26), Deutsche Bank (3,4,17,18,19), Huawei Technologies (5), IDI Gazeley (6), i2 Office (1,15), Korea Development Bank (16), Latham Watkins (7,8,9,10,11,12,13,20,21,22,23,24), MBIA (6) |
| 125 Old Broad Street  | Stock Exchange Tower    |            | 103    | 27                  | 1970    | Abchurch Communications (16), Alegro Capital (16), Amco Commodities (20), Arden Partners (12), British Steel Pension Fund (17), China International Capital Corporation (25), Chiomenti (15), Development Bank of Japan (20). DTZ (1,2,3,4,5), de Brauw Blackstone Westbroek (17), Eaton Vance (9), Endava (13), Frey Quantitative Strategies (26), Gatehouse Bank (24), Gide Loyrette Nouel (13,14,15), Gowling WLG (15), JC Flowers (24), King Spalding (21,22,23), Landmark (6,7,8), McCarthy Tetrault (26), NIBC Bank (11), Ondra Partners (23), Renaissance RE (18,19), Robert Half (5), Seven Investment Management (10), Sigma (20), Uria Menendez (17), US Bancorp (5), Yuanda (12) |

## Galerij

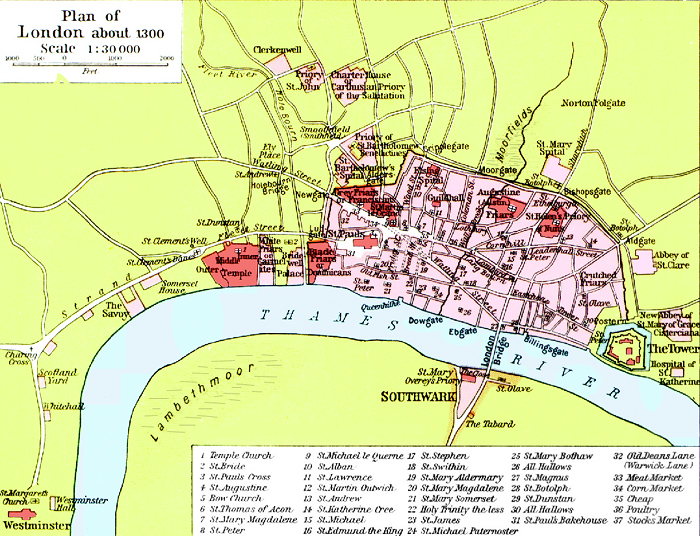
Kaart van Londen rond 1300
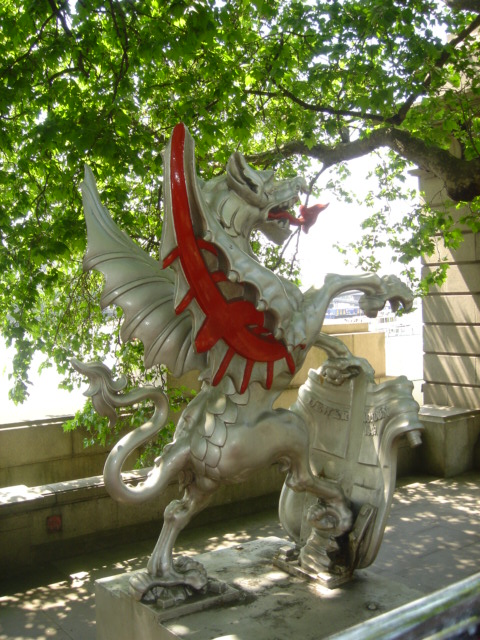
Een draak bewaakt de grens tussen The City of London en The City of Westminster
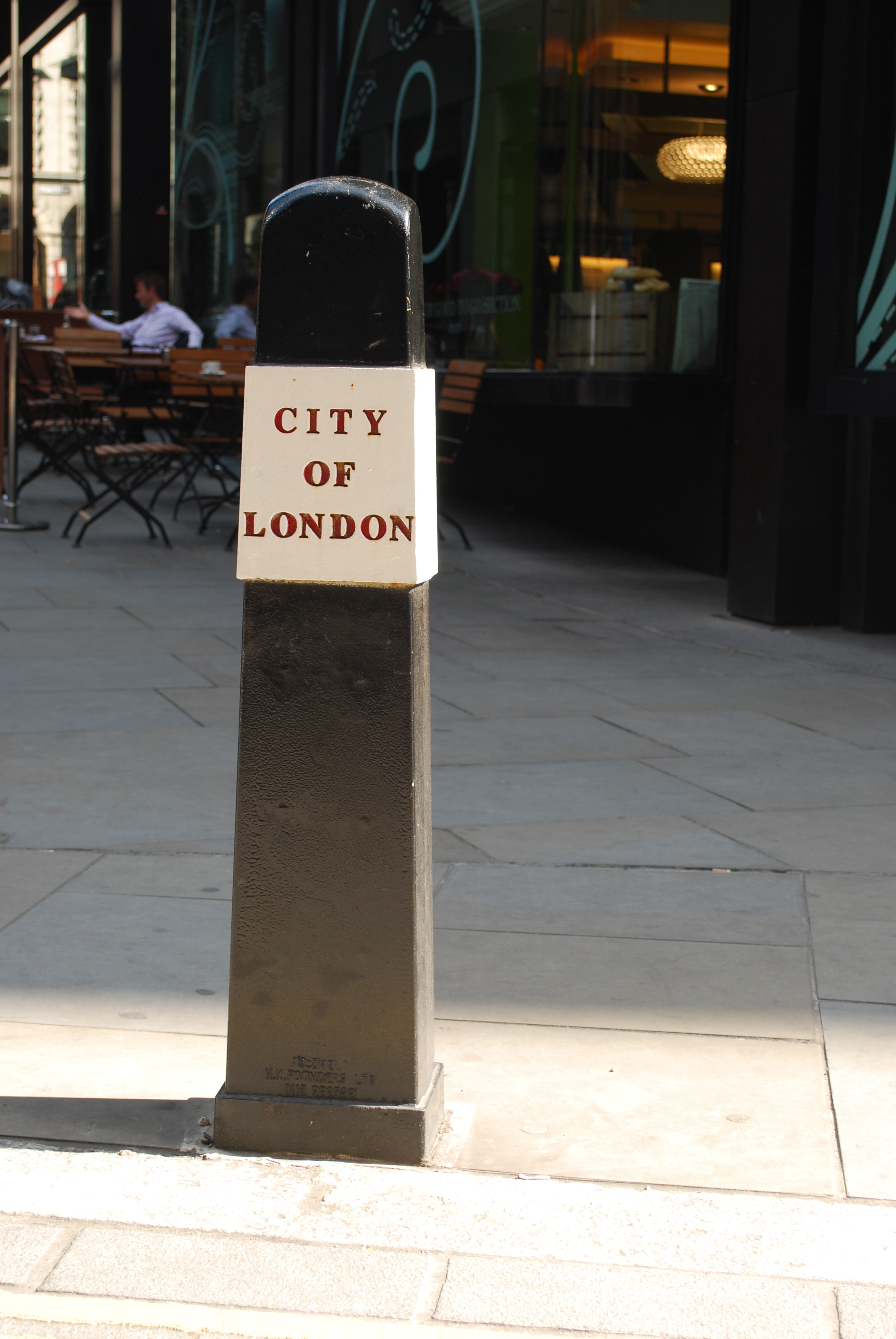
Paaltjes in de City of London